# Ryōji Fujimori
Ryōji Fujimori (japanisch 藤森 亮志 Fujimori Ryōji; * 11. April 1997 in der Präfektur Nagano) ist ein japanischer Fußballspieler.

## Karriere
Fujimori erlernte das Fußballspielen in der Schulmannschaft der Ueda Nishi High School und der Universitätsmannschaft der Risshō-Universität. Seinen ersten Vertrag unterschrieb er 2020 beim AC Nagano Parceiro. Der Verein aus Nagano spielte in der dritthöchsten Liga des Landes, der J3 League.